# Villalba de Losa
Villalba de Losa es una localidad situada en la provincia de Burgos, comunidad autónoma de Castilla y León (España), comarca de Las Merindades, partido judicial de Villarcayo, capital del ayuntamiento de Junta de Villalba de Losa.

## Población
En 2024, cuenta con 59 habitantes.

## Situación
Dista 103 km de la capital, Burgos.

## Personajes ilustres

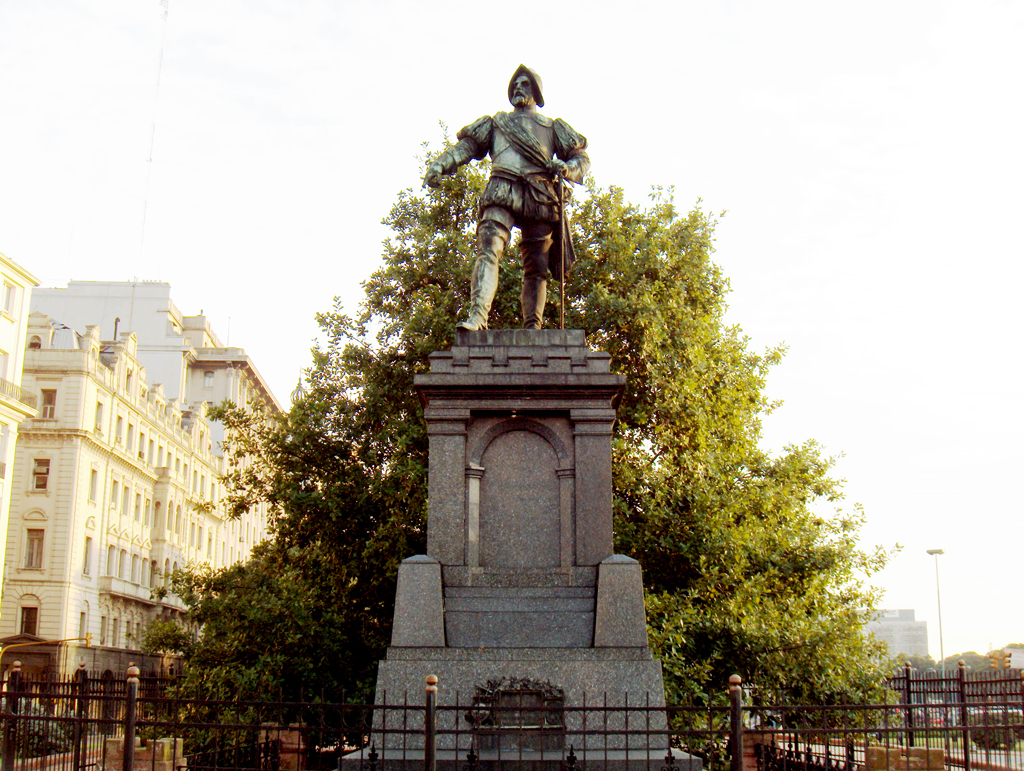
Monumento a Juan de Garay en Buenos Aires, frente a la Casa Rosada.

- Juan de Garay , fundador de Santa Fe y de Buenos Aires

## Demografía
Evolución de la población
| Gráfica de evolución demográfica de Villalba de Losa entre 2000 y 2020 |
|                                                                        |
| Población de derecho (2000-2017) según el padrón municipal del INE     |

## Historia
Villa capital de la Jurisdicción de Villalba de Losa , perteneciente al partido de Castilla la Vieja en Burgos, jurisdicción de señorío ejercida por el Duque de Frías quien nombraba su regidor pedáneo.
La jurisdicción de Villalba de Losa se documenta por primera vez en 934. En el escriptorium de San Millán de la Cogolla.  Losa Mayor era el nombre con el que conocía, en la Alta y Plena Edad Media, a la jurisdicción que después se denominó Villalba de Losa. El mismo nombre que tomaría uno de los dos arciprestazgos en que se dividió el territorio de Losa en el siglo XII al realizarse la organización parroquial en el reinado de Alfonso VIII.
A la caída del Antiguo Régimen queda agregado al ayuntamiento constitucional de Junta de Villalba de Losa, en el partido de Villarcayo perteneciente a la región de Castilla la Vieja.
El 17 de agosto de 2011 se produjo un terremoto de magnitud 3,4 con epicentro entre Villalba de Losa y Berberana, que pudo sentirse en localidades cercanas de Álava y Vizcaya, pero no produjo daños de consideración.

## Monumentos
- Castillo de Villalba de Losa.

## Festividades
Nuestra Señora de la Asunción (15 de agosto)
San Roque (16 de agosto)

## Parroquia

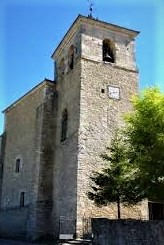

Iglesia parroquial de la Asunción de Nuestra Señora en el Arzobispado de Burgos, arciprestazgo de Medina de Pomar . Dependen las siguientes localidades Aostri, Barriga de Losa, Berberana, Fresno de Losa, Hozalla, Llorengoz, Mambliga de Losa, Mijala, Múrita, Villacián de Losa, Villalambrús, Villaño de Losa y Zaballa de Losa.